# Marco Terragni
Marco Terragni (26 d'abril de 1930 - 29 de juny de 2006) va ser un empresari i inventor italià. El 1953 va fundar Covema, un dels conglomerats més grans del sector del plàstic a nivell mundial, juntament amb Dino Terragni i Felice Zosi.

## Biografia

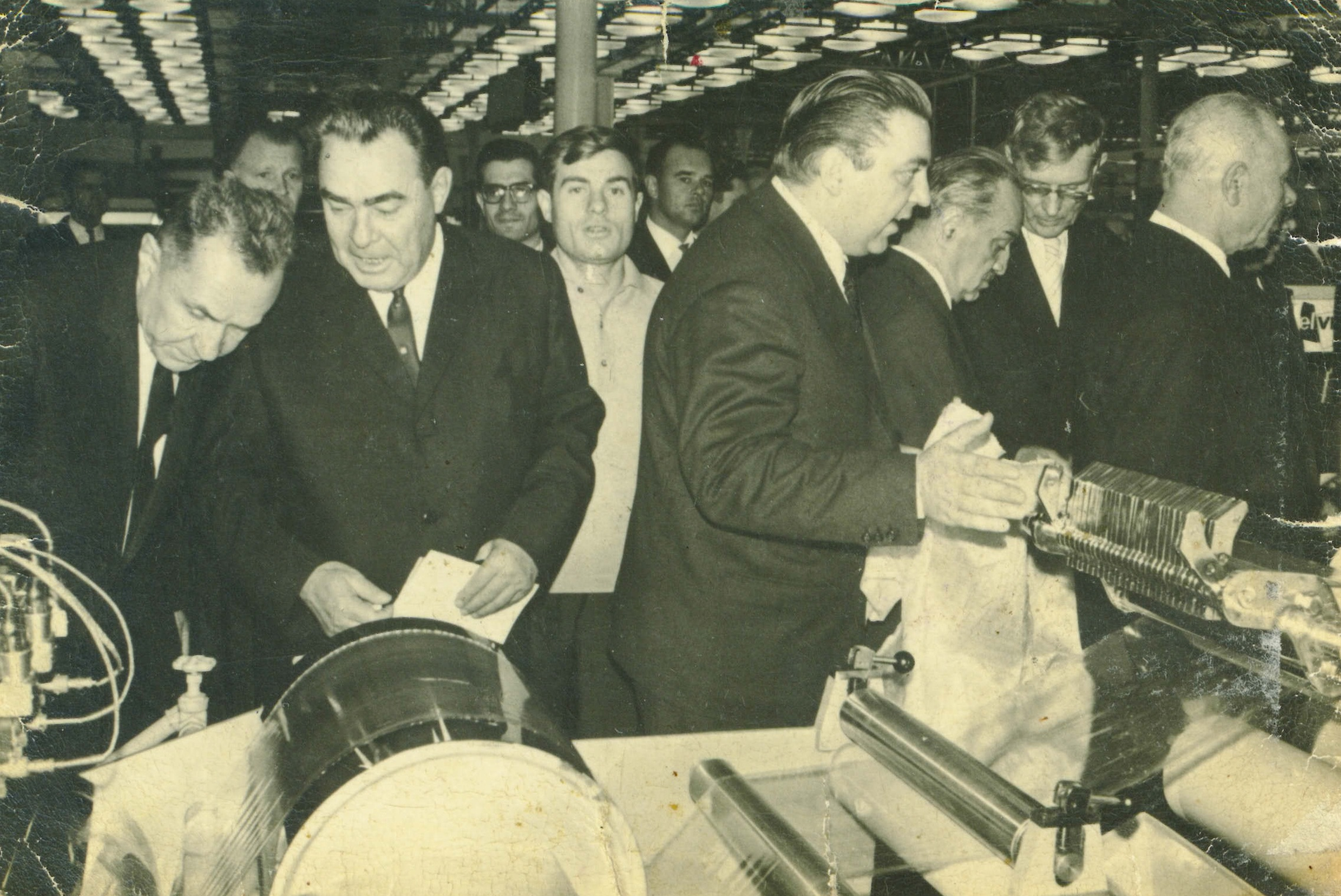
Marco i Dino amb Leonid Brezhnev

Marco Terragni va néixer a Paderno Dugnano, fill d'Ercole Terragni (nascut a Paderno Dugnano, 1889 i mort a Paderno Dugnano, 1966) i d'Enrichetta Strada (nascuda a Palazzolo Milanese, 1896 i morta a Paderno Dugnano, 1970). El pare descendia d’una família noble en decadència i exercia l’activitat agrícola. La família es trobava en condicions econòmiques crítiques i no tenia diners per garantir l'educació dels seus fills. Amb l'ajut de les monges, ell i els seus germans van aconseguir una educació adequada. Després de fer el servei militar, on va obtenir el grau de tinent, va iniciar algunes activitats empresarials juntament amb els seus germans grans, tot i que va demostrar estar en fallida. El 1953 Marco i el seu germà Dino van participar en la fira Plast de Milà. Aquí es van trobar amb Felice Zosi, amb els quals es funden COVEMA (Comissionat de les vendes de màquines) el mateix any, amb la intenció de vendre la maquinària que acaba de desenvolupar Luigi Bandera, fundador del Spa Bandera a Busto Arsizio.

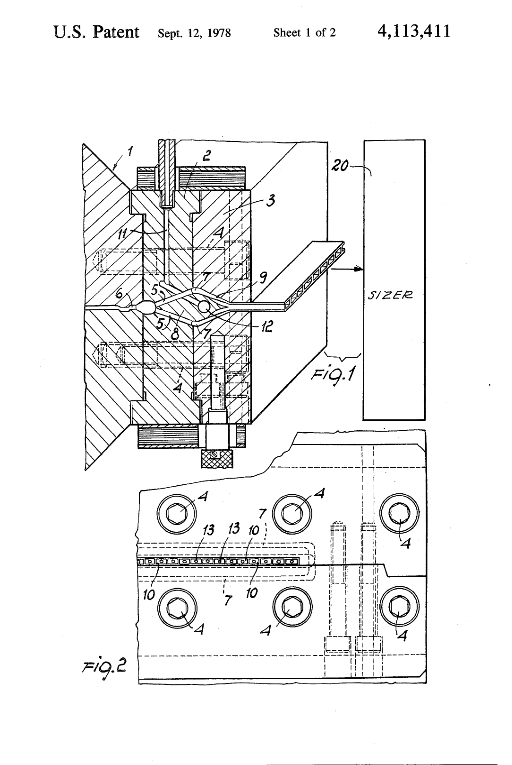
Patent Cartonplast 1974

El primer any van registrar un benefici operatiu de només cent mil euros. Amb el desenvolupament del mercat mundial, van començar a vendre nombroses màquines als Estats Units, Amèrica del Sud i Austràlia. El 1956 Felice Zosi va deixar el seu càrrec i va començar a l'empresa Andrea Crespi Spa, una empresa que produïa alguns components per als processos d'extrusió de plàstic. Després dels descobriments fets a Montecatini pel professor Natta, Covema va establir una forta col·laboració amb els esmentats. El 1959 Covema va desenvolupar la primera línia d’extrusió al món per a la producció de monofilament de PP. El mateix any a la fira K de Düsseldorf, l'estand de Covema va registrar 13.000 visites, un nombre mai aconseguit per cap empresa participant. El 1960, juntament amb el seu germà, va desenvolupar unalínia d' extrusió de ràfia de plàstic, la primera del món, que posteriorment van vendre a una empresa sud-africana, que encara existeix avui en dia. Aquest invent va ser fonamental per al desenvolupament de l'empresa, que va vendre unes setanta plantes en un any. Posteriorment, els germans Terragni van iniciar el desenvolupament de les oficines estrangeres de Covema, principalment a Espanya, on van fundar Covepla SA, Covema SAE i GBF SA. Posteriorment va fundar Plastiform Srl a Paderno Dugnano, GBF a Bresso (que va col·laborar amb el grup Basell Polyolefins), Corima Spa a Cassano Magnago, Omam a Varese, FIRS a Zingonia, Die tècnic i RIAP a Brescia. A mitjan anys seixanta, la seva germana Luigia també va entrar a l'empresa, com a directora de l'àrea financera de l'empresa, i el seu germà Natale amb qui va fundar Floraplant. A Floraplant, Terragni va iniciar la producció de plantes de plàstic (produïdes amb les màquines d’injecció de GBF spa) i portadors d’ous PP amb màquines Plastiform.
El 1965 va decidir amb el seu germà participar en la primera fira del plàstic organitzada per la URSS a Moscou. Durant aquesta fira els germans Terragni van poder mostrar a Leonid Brezhnev, president de la URSS, i a Leonid Kostandov la nova tecnologia desenvolupada per Covema.

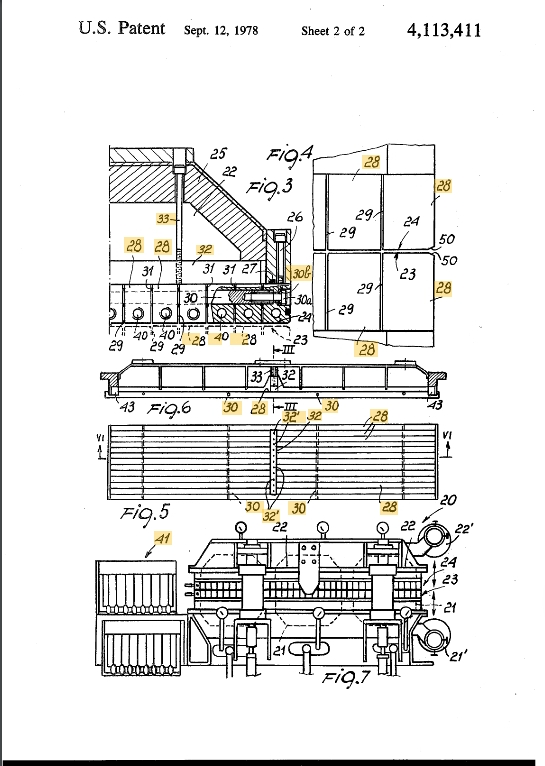
Patent Cartonplast 1974

El 1969, a petició d'un client brasiler, va començar a dissenyar un nou procés que pogués substituir el desenvolupat per Toshiba uns anys abans per a la producció de làmines de panell de plàstic corrugat. El 1970, després d’intensos experiments realitzats al spa RIAP de Brescia, va patentar el nou procés d’extrusió de làmines amb el nom de Cartonplast. A partir del mateix any, tal com testimonia Kenya Gazzette és la titular de la marca Cartonplast. Aquest nou procés va resultar particularment innovador i continua sent el que s'utilitza per a la producció de lloses de nucli buit.
El 1976 va ser premiat juntament amb el seu germà Dino per les exportacions fetes per Covema en el període de tres anys 1972-73-74. El 1976 a Corima Spa, juntament amb un grup d’enginyers, va desenvolupar la primera línia d’extrusió del món per a la producció de WPC, és a dir, làmines compostes amb materials termoplàstics destinats a substituir la fusta.

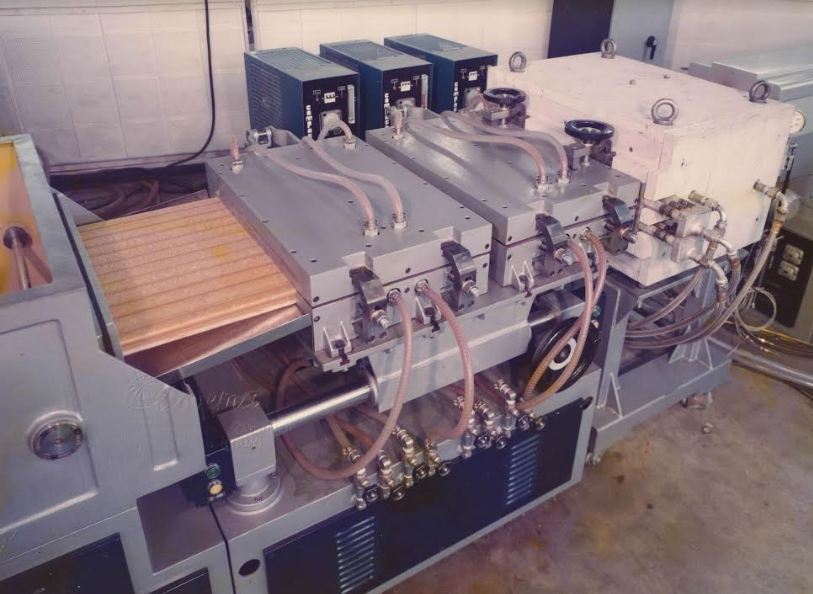
La primera línia d’extrusió del món que produeix fusta de plàstic fabricada per Covema

El 1979, el seu germà Dino, que es trobava a Ginebra per celebrar contractes amb alguns clients suïssos, va morir sobtadament. L'agost de 1979, Marco es va convertir en president del grup Covema, càrrec que anteriorment ocupava el seu germà. El mateix any el grup va assolir la màxima expansió. El febrer de 1981, la Cambra de Comerç de Milà va concedir per segona vegada a Marco les exportacions de Covema en el període de tres anys 1978-1979-1980. A mitjan 1981, Marco, juntament amb els consellers delegats Ambrogio Fagnani i Felice Zicari, van deixar Covema, que era gestionada pels hereus de Dino Terragni.
El 1982 va fundar el grup Italproducts juntament amb la seva germana Luigia, que incloïa TPA srl, una empresa fundada pels germans Dezuani, antics enginyers de Plastiform srl. El 1985 l'empresa Omam Spa, del grup Covema, que portava dos anys en una profunda crisi, va comprar fora de fallida. El 1995, en col·laboració amb l'empresa química Reedy International, va desenvolupar plantes per a la producció de Cartonplast amb additius químics.
El 1992 es va iniciar una forta col·laboració amb el multimilionari taiwanès YC Wang amb qui va discutir sobre la fundació de la companyia més gran del món per a la producció de Cartonplast, ara venuda amb el nom comercial Intepro i Coroplast, l'empresa Inteplast pertanyent al gegant Formosa Plastics corp. Posteriorment va fundar Agripak srl amb l'objectiu de produir envasos per a fruites i verdures i Cartonplast al sud d' Itàlia.
El 2002 va decidir fusionar Italproducts amb Agripak, amb seu a Via Giacomo Puccini 5 de Milà. El 2003 va vendre Floraplant SRL al grup suís Ovotherm. Va caure greument malalt el 2005 i va deixar la direcció de l'empresa als seus fills Fabio, Massimo i Patrizia, nascuts d'Isabella Moriggia (nascuda el 2 de juny a Busto Arsizio), net de l'empresari Marquis Cav. Giuseppe Moriggia. Va morir el juny del 2006 a Milà. Encara ara els nens lideren Agripak srl que, a partir del 2011, té la seu a la via Monte Rosa de Milà.

## Reconeixements
- Premi Mercurio D'oro
- Medalla d’or per les exportacions de Covema, Milà 1976
- Medalla d'Or per a les exportacions de Covema, Milà 1981